# Jasmine Guy

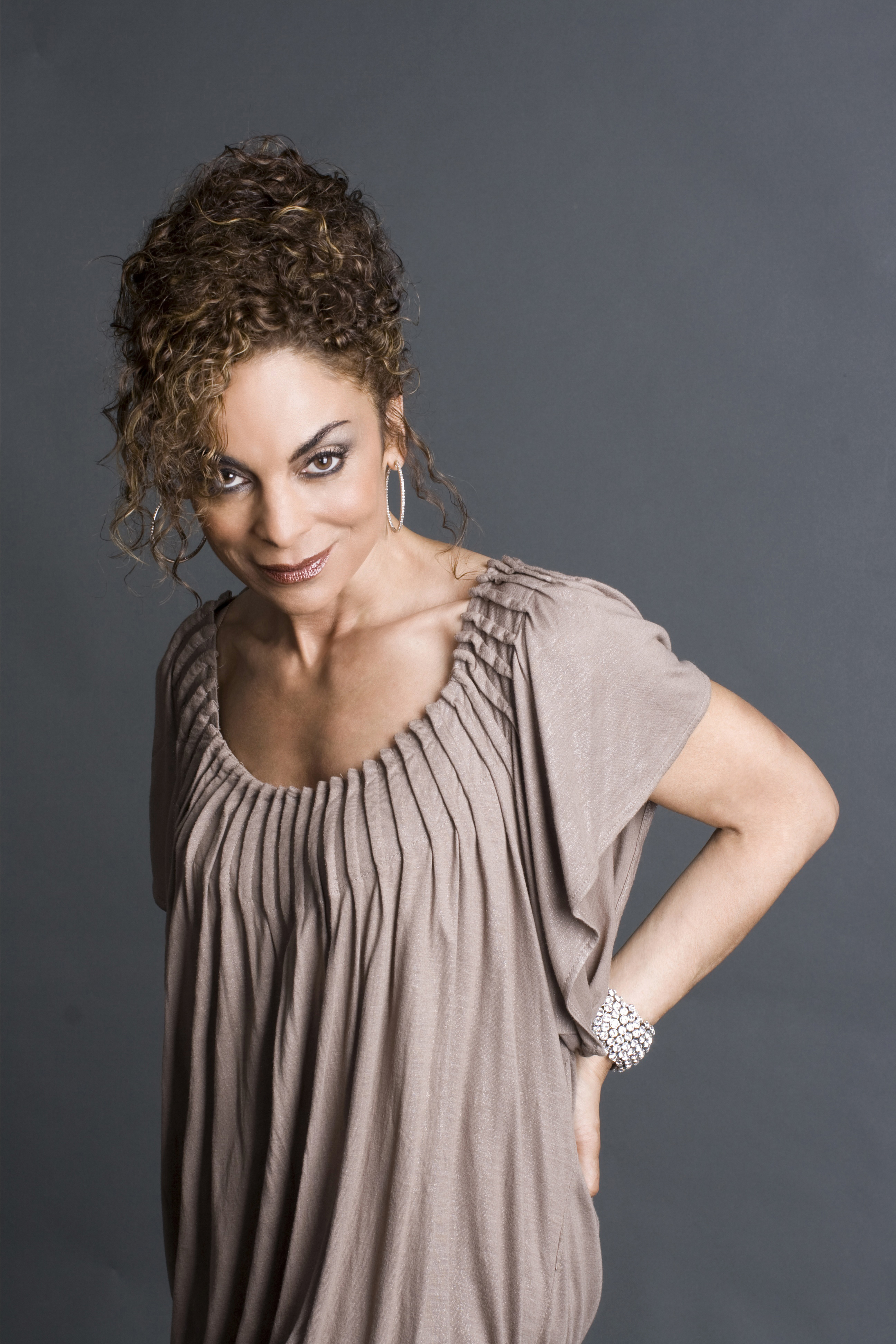
Jasmine Guy (2010)

Jasmine Guy (* 10. März 1962 in Boston, Massachusetts) ist eine US-amerikanische Schauspielerin, Sängerin und Tänzerin.

## Karriere
1981 wurde sie im Alter von 19 Jahren Mitglied des Alvin Ailey American Dance Theaters und begann in populären Musicals wie Grease aufzutreten. Im Jahr 1982 gab sie ihr Fernsehdebüt in der Tanzserie Fame – Wege zum Ruhm, in der sie in insgesamt 10 Episoden eine Tänzerin darstellte.
Der endgültige Durchbruch gelang ihr mit der Comedyserie College Fieber, in der sie von 1987 bis 1993 die Collegestudentin Whitley Gilbert Wayne spielte. Ursprünglich war die Serie der Schauspielerin Lisa Bonet auf den Leib geschrieben worden, doch nach deren Ausstieg im Jahr 1988 wurde Jasmine Guy der Star der Sendung und erhielt sechs Mal den Image Award in der Kategorie Beste Serien-Hauptdarstellerin – Comedy.
Im Jahr 1990 veröffentlichte sie ein Musikalbum, von dem mehrere Songs auch in der Serie College Fieber zu hören waren.
Nach dem Ende von College Fieber trat sie wieder verstärkt in Musicals auf und absolvierte Gastauftritte in populären Fernsehserie wie Melrose Place, Superman – Die Abenteuer von Lois & Clark und Ein Hauch von Himmel.
Von 2003 bis 2004 gehörte sie zur Stammbesetzung der Fantasyserie Dead Like Me – So gut wie tot.

## Privatleben
Ihr Vater William Guy ist Pfarrer einer Baptistenkirche in Atlanta, Georgia, wo Jasmine Guy aufwuchs. Sie ist seit 1998 verheiratet und hat eine Tochter (* 1999).

## Filmographie (Auswahl)
- 1982: Fame – Wege zum Ruhm (Fame)
- 1987–1993: College Fieber (A Different World)
- 1989: Harlem Nights
- 1991: Der Prinz von Bel-Air (The Fresh Prince of Bel-Air)
- 1993: Queen (Miniserie)
- 1995: Melrose Place
- 1995–1997: Ein Hauch von Himmel (Touched by an Angel)
- 1996: Superman – Die Abenteuer von Lois & Clark (Lois & Clark: The New Adventures of Superman)
- 1996: Living Single
- 2003–2004: Dead Like Me – So gut wie tot (Dead Like Me)
- 2007: Raven blickt durch (That'’s So Raven, Folge 4x22)
- 2008: Tru Loved
- 2009–2014, 2017: Vampire Diaries (The Vampire Diaries, 15 Folgen)
- 2011: October Baby
- 2013: Scary Movie 5
- 2014: Big Stone Gap
- 2015: Sick People
- 2016: The Substitute Spy
- 2017: My Nephew Emmett (Kurzfilm)
- 2017: Wrapped Up In Christmas (Fernsehfilm)
- 2019: Grey’s Anatomy (Fernsehserie, 5 Folgen)
- 2024: Not Another Church Movie